# Gauermanngasse
Die Gauermanngasse befindet sich im 1. Wiener Gemeindebezirk, der Inneren Stadt. Sie wurde 1870 nach den Malern Jakob und Friedrich Gauermann benannt.

## Geschichte
Die Gegend der heutigen Gauermanngasse gehörte im Mittelalter zur Vorstadt vor dem Widmertor. Ab dem 16. Jahrhundert befand sich auch hier das Glacis, eine unverbaute Fläche vor der Wiener Stadtmauer. Nach deren Beseitigung entstand anstelle der Befestigungen und des Glacis die Wiener Ringstraße samt der sie umgebenden Ringstraßenzone, wodurch 1870 auch die Gauermanngasse ihre Entstehung verdankt. Die Benennung nach den angesehenen Malern erfolgte im Hinblick auf die hier projektierte Errichtung des Gebäudes der Akademie der bildenden Künste.

## Lage und Charakteristik

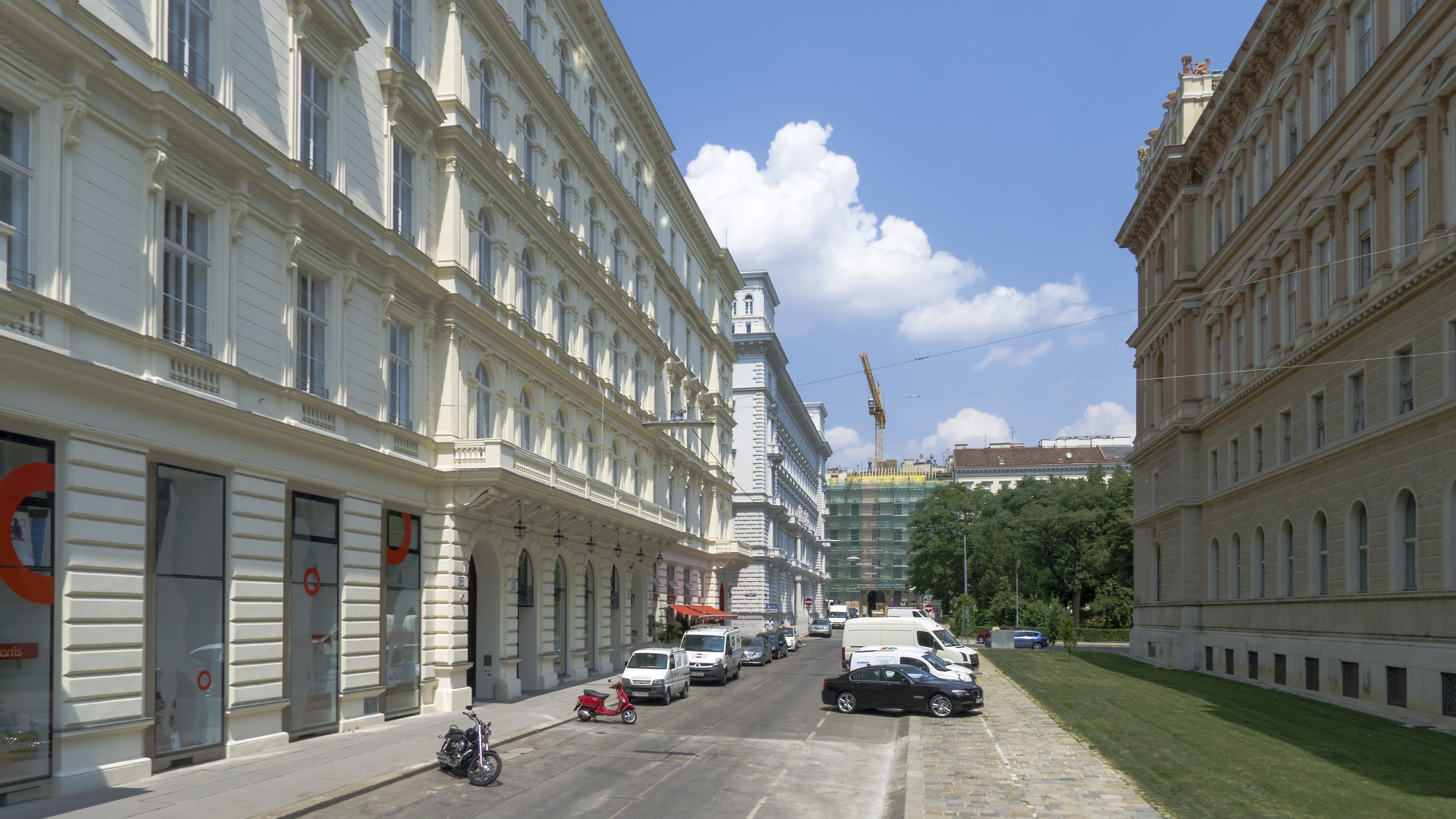
Gauermanngasse in nördlicher Richtung gesehen

Die Gauermanngasse verläuft vom Schillerplatz in südlicher Richtung bis zum Getreidemarkt. Sie wird als Einbahnstraße geführt und ist nur wenig befahren. Die Gebäude zu beiden Seiten stammen aus der Zeit der Eröffnung der Straße und sind im historistischen Baustil gestaltet. An der rechten Straßenseite liegt ein großes Fitness-Studio. Im Gebäude befinden sich Büros und Kanzleien und seit 2014 vorübergehend die Deutsche Botschaft. An der linken Straßenseite liegt eine Seitenfront der Akademie der bildenden Künste, durch einen Grünstreifen von der Fahrbahn getrennt.

## Gebäude

### Nr. 1: Akademie der bildenden Künste

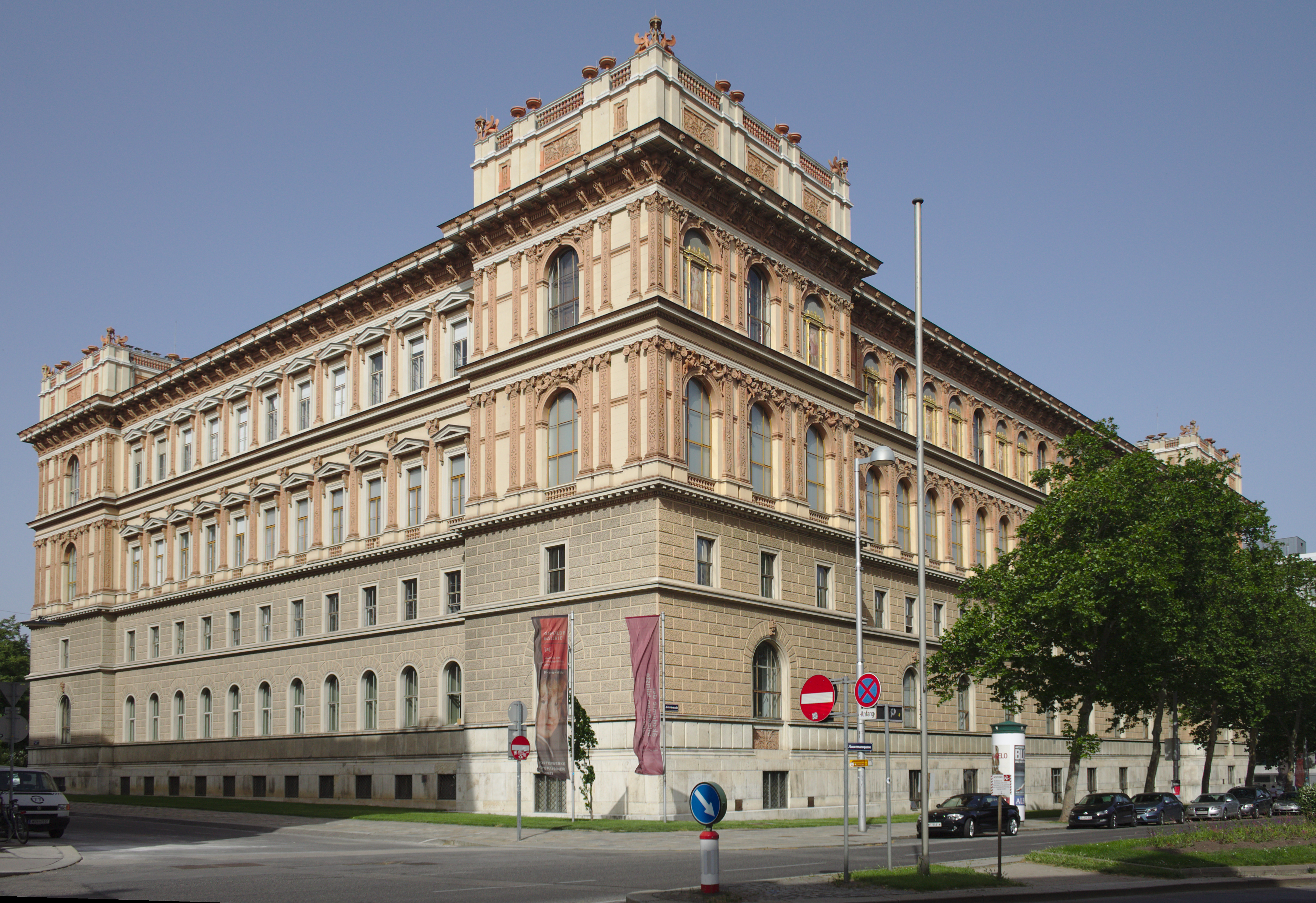
Akademie der bildenden Künste, Ecke Gauermanngasse und Getreidemarkt

→ siehe auch Hauptartikel Akademie der bildenden Künste Wien
Zwischen Schillerplatz, Makartgasse, Getreidemarkt und Gauermanngasse liegt freistehend der blockhafte Monumentalbau der Akademie der bildenden Künste, der zwischen 1872 und 1877 von Theophil von Hansen in Formen der Neorenaissance errichtet wurde. Es handelt sich um eines der bedeutendsten Werke des Architekten, zugleich auch des Historismus in Wien. 1945 wurde das Gebäude schwer beschädigt und danach wieder aufgebaut. Hier befindet sich auch die Gemäldegalerie der Akademie der bildenden Künste mit wertvollen Bildern des 15. bis 18. Jahrhunderts, darunter das Weltgerichtstriptychon von Hieronymus Bosch. Das Kupferstichkabinett zählt zu den bedeutendsten Grafiksammlungen Österreichs. Das Gebäude steht unter Denkmalschutz.

### Nr. 2, 4: Miethaus

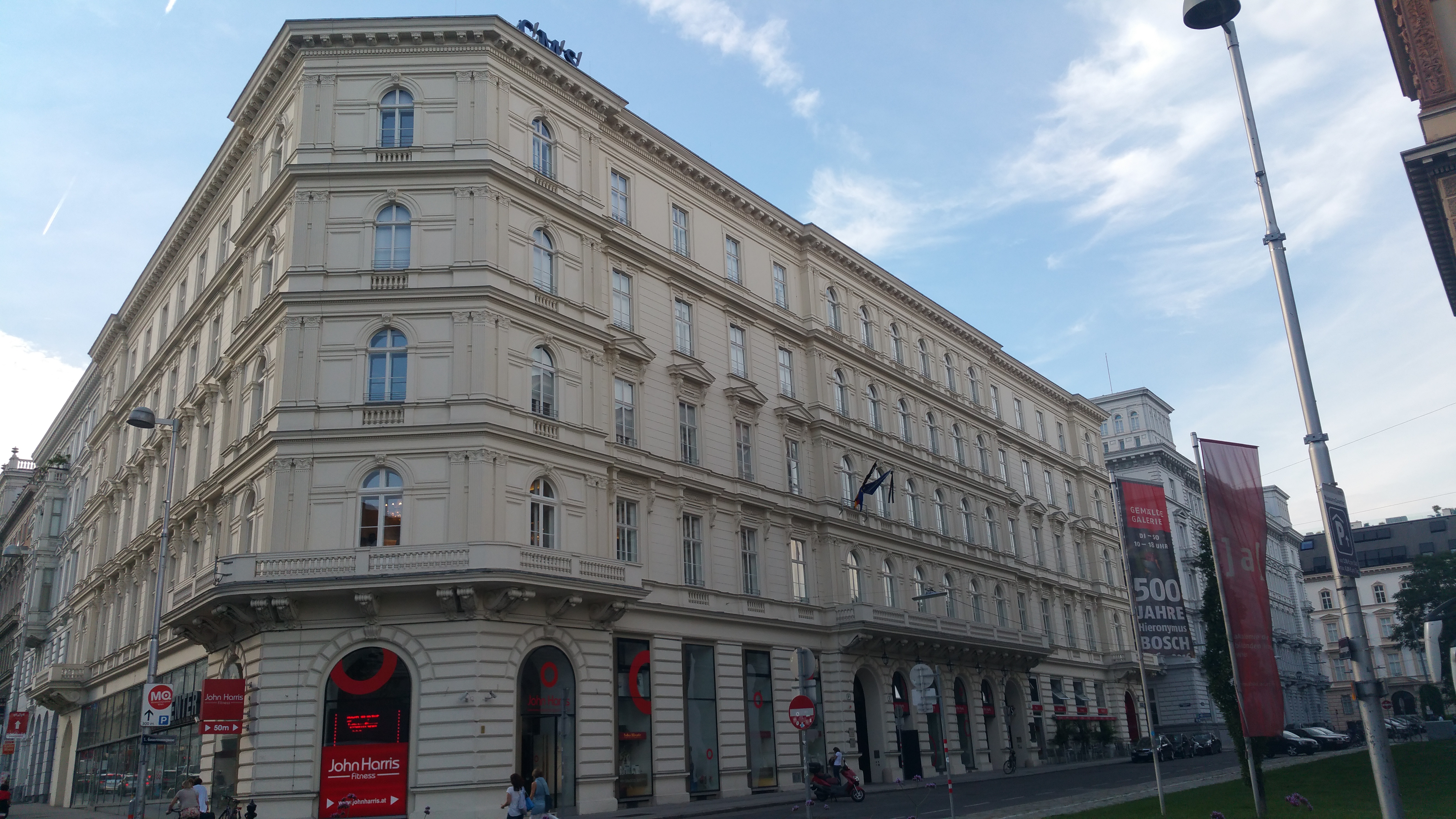
Gauermanngasse 2–4

Das zwischen Nibelungengasse, Gauermanngasse und Getreidemarkt an drei Seiten freistehende Miethaus wurde 1871–1872 von Johann Romano und August Schwendenwein im historistischen Stil erbaut. Die breit gelagerte Fassade besitzt Mittel- und Eckrisalite; die Ecke zum Getreidemarkt ist abgefast. Die additiven Fensterreihen bestehen aus Rundbogen- und Giebelfenstern, im ersten Obergeschoß befinden sich Balkone. Die Einfahrten sind pilaster- und arkadengegliedert und weisen profilierte Decken auf.